# Oecetis ichtadvaraka
Oecetis ichtadvaraka är en nattsländeart som beskrevs av Schmid 1995. Oecetis ichtadvaraka ingår i släktet Oecetis och familjen långhornssländor. Inga underarter finns listade i Catalogue of Life.